# Roman Kejžar
Roman Kejžar, slovenski atlet, * 11. februar 1966, Kranj, Jugoslavija.
Kejžar je bil član slovenske odprave na olimpijskih igrah v Sydneyju 2000, slovenske odprave na olimpijskih igrah v Atenah 2004 in slovenske odprave na olimpijskih igrah v Pekingu 2008.

## Rekordi

### Osebni rekordi
- 1500 m - 3:47,33 (1994)
- milja - 4:17,58 (1989)
- 3000 m - 8:12,03 (1998)
- 3000 m dvorana - 8:21,7 (1994)
- 5000 m - 14:10,68 (1998)
- 2000 m zapreke - 5:57,57 (1997)
- 3000 m zapreke - 9:25,00 (1997)
- 10.000 m - 29:15,18 (2000)
- Polmaraton (21 km) - 1:02,49 DR(2000)
- Maraton (42 km) - 2:11,50 DR(2000)

DR = državni rekord